# Zgórsko (województwo podkarpackie)
Zgórsko – wieś w Polsce, w województwie podkarpackim, w powiecie mieleckim, w gminie Radomyśl Wielki.
Do 2023 miejscowość była przysiółkiem wsi Podborze.
Miejscowość jest siedzibą rzymskokatolickiej parafii św. Mikołaja należącej do dekanatu Radomyśl Wielki.
W latach 1975–1998 miejscowość administracyjnie należała do województwa tarnowskiego.
Zgórsko należało w 1578 roku do Mikołaja Mieleckiego, wojewody podolskiego, od 1578 lub 1579 roku do 1580 roku hetmana wielkiego koronnego. Jego córka Zofia Mielecka była żoną hetmana wielkiego litewskiego Jana Karola Chodkiewicza, zwycięzcy w bitwie pod Kircholmem w 1605 roku. Na terenie miejscowości znajdują pozostałości zagadkowego obiektu obronnego, nieodnotowanego w źródłach pisanych, który w literaturze archeologicznej jest klasyfikowany jako zamek; zachował się on w postaci nasypu ziemnego usytuowanego przy drodze ze Zgórska do Podborza. Czas powstania tego obiektu, jego funkcja, historia i moment zniszczenia są nieznane.
Związani z miejscowością:
- Służebnica Boża s. Franciszka Grzanka (1901–1941) – męczennica obozów hitlerowskich, s. Romualda, urodziła się 11 stycznia 1901 r. w Jamach, parafia Zgórsko, w diecezji tarnowskiej, jako córka Wojciecha i Teresy Dubiel, rolników. Zmarła 26 czerwca 1941 r. w obozie w Bojanowie.